# Gliese 892
HD 219134 • HR 8832
Désignations
Gliese 892, aussi nommé HD 219134 et HR 8832, est un système planétaire situé à ∼ 21,3 a.l. (∼ 6,53 pc) de la Terre, dans la constellation de Cassiopée.
L'objet principal du système est l'étoile centrale, de magnitude visuelle apparente 5,57 et donc visible à l'œil nu. C'est une naine orange dont la taille et la luminosité sont respectivement de 80 % et de 21 % de celles du Soleil. Gliese 892 faisait partie des 100 étoiles du projet Terrestrial Planet Finder de la NASA, qui avait pour objectif de détecter et d'étudier des planètes telluriques.
En 2015, deux études séparées révèlent la présence de plusieurs planètes autour de cette étoile. Au mois de décembre 2017, sept planètes sont connues.

## Les planètes
Deux études publiées à deux mois d'intervalle annoncent avoir découvert des planètes autour de cette étoile. La première étude, menée par Fatemeh Motalebi et al., annonce l'existence de quatre planètes : trois super-Terres dans la région interne du système et une planète un peu plus petite que Saturne plus éloignée. La seconde, publiée par Vogt et al., annonce pour sa part six planètes : cinq super-Terres dans la région interne du système ainsi qu'une géante à longue période. Ces deux études trouvent trois planètes avec des périodes communes, bien que les masses correspondantes puissent être assez différentes.

### HD 219134 b, super-Terre qui transite
HD 219134 b est une planète découverte grâce à HARPS-N, le spectrographe installé sur le télescope national italien Galileo à l'observatoire du Roque de los Muchachos à La Palma (îles Canaries), et confirmée grâce à l'observation de son transit par le télescope spatial Spitzer.
Selon Motalebi et al., HD 219134 b a une masse de 4,46 ± 0,47 fois celle de la Terre et un rayon de 1,6 fois celui de la planète bleue. Vogt et al. trouve une masse comparable de 0,012 ± 0,001 masse jovienne, soit 3,8 ± 0,3 masse terrestre. Ce faisant, la planète a une masse volumique de 5 à 6 grammes par centimètre cube, similaire à celle de la Terre (5,52 g/cm3). HD 219134 b est donc très certainement rocheuse. HD 219134 b est ainsi la plus proche planète extrasolaire rocheuse confirmée à ce jour.
HD 219134 b, qui fait le tour de son étoile en à peine plus de trois jours (3,0937±0,0004 jours selon Motalebi et al., 3,0931 ± 0,0001 jours selon Vogt et al.), est bien trop chaude pour abriter la vie.
HD 219134 b devient également à cette occasion la plus proche des planètes connues qui transitent devant leur étoile.

### HD 219134 c, deuxième super-Terre
HD 219134 c a selon Motalebi et al. une masse de 2,67 ± 0,59 fois celle de la Terre et orbite en 6,765±0,005 jours autour de son étoile. Vogt et al. trouve une période très similaire de 6,7635 ± 0,0006 jours, mais une masse sensiblement supérieure, bien que compatible étant donné les barres d'incertitude, de 0,011 ± 0,002 masse jovienne, soit 3,5±0,6 masses terrestres.

### HD 219134 f, troisième super-Terre ou rotation stellaire?
Selon Vogt et al., une planète d'une période de 22,805±0,005 jours, qu'ils nomment HD 219134 d, orbite autour de l'étoile. Cette planète, absente des données de Motalebi et al., aurait selon l'équipe américaine une masse de 0,028±0,003 masse jovienne, soit 8,9 ± 1,0 masses terrestres.

### HD 219134 d, super-Terre ou Neptune?
La troisième super-Terre détectée par Motalebi et al., nommée HD 219134 d dans leur article, aurait une masse de 8,67±1,14 fois celle de la Terre et une orbite d'une période de 46,78±0,16 jours autour de son étoile. Vogt et al., de leur côté, trouvent à une période comparable de 46,71±0,01 jours une planète d'une masse beaucoup plus grande de 0,067±0,004 masse jovienne, soit 21,3±1,3 masses terrestres.

### HD 219134 g, autre super-Terre
Selon Vogt et al., une planète de 0,034±0,004 masse jovienne, soit 10,8 ± 1,3 masses terrestres, orbiterait en 94,2 [0.2] jours. Cette planète n'est pas présente dans les données de Motalebi et al..

### HD 219134 e et HD 219134 h, une seule géante à grande période?
Une dernière planète, à beaucoup plus grande période que toutes les planètes intérieures, est détectée aussi bien par Motalebi et al. et Vogt et al.. Cependant, si les masses sont comparables, les périodes sont fort différentes. De leur côté, Motalebi et al. annoncent une planète de 62 ± 6 masses terrestres (environ les deux tiers de la masse de Saturne) sur une orbite d'une période de 1842+4... - ... jours. Pour leur part, Vogt et al. annoncent la détection d'une planète de masse similaire, 0,34 ± 0,02 masse jovienne soit 108±6 masses terrestre, sur une orbite d'une période de 2247±43 jours, valeur formellement compatible avec celle de Motalebi et al.